# 幸せな女
『幸せな女』（しあわせなおんな）は、韓国の公共放送局KBSで2007年に放送された全58話の連続テレビドラマである。主人公のアクセサリーデザイナー、ジヨン役をユン・ジョンヒが演じた。脚本は朴貞蘭（パク・チョンナン）が書き、演出をキム・ジョンチャンが担当した。朴貞蘭は1991年と1998年に百想芸術大賞のテレビ脚本賞を受賞した1941年生まれの脚本家で、2000年代以後もほぼ隔年に連続テレビドラマの脚本を書いている。
本作品『幸せな女』は、韓国で2007年1月6日から7月21日まで毎週土曜と日曜の夜8時ごろから約1時間「KBS週末連続劇」として7か月間に渡って放送された。視聴率は、第42回に約33%の最高視聴率を記録し、最終回の第58回も同じく約33%だった。
日本では、韓国の放送開始から約4か月後の2007年5月15日からCS放送局のKBSワールドで放映が開始され、12月3日まで放送された。BS朝日では翌年2008年6月16日から同年9月17日まで放送された。さらに1か月半ほどおいて11月6日から2009年1月27日まで再放送された。また、2008年の8月から12月にかけてDVDの全5巻セットが順次発売された。DVDは日本語字幕付きだが日本語吹き替えはない。DVDはレンタルも出来る。

## 登場人物
- イ・ジヨン：ユン・ジョンヒ

アクセサリーデザイナー
- チェ・ジュノ：チョン・ギョウン

ジヨンの夫
- キム・テソプ：キム・ソックン

刑事
- チョ・ハヨン：チャン・ミイネ

ジュノ初恋の人
- ユ・ミラ：キム・ユンギョン

テソプの元彼女
- パク・ウォニ：コ・ドゥシム

ジヨンの母
- ソン・ヨンスン：カン・プジャ

ジヨンの祖母
- イ・ジスク：ムン・ジョンヒ

ジヨンの長姉
- イ・ジソン：キム・コンジュン

ジヨンの次姉女
- ファン・テギル：キム・ジェマン

ジヨンの義兄
- チェ・ヒョンドゥ：チュ・ヒョン

ジュノの父
- ピョン・ヨンジャ：サ・ミジャ

ジュノの母
- チェ・ジュンシク：パク・ソンウン

ジュノの兄
- ムン・ソニョン：チェ・ジナ

ジュノの兄嫁
- イ・ジョンミン：チャン・ヨン

テソプの義父
- クォン・スネ：パク・スンチョン

テソプの母